# Helohyidae
Os Heloídeos (Helohyidae) foram uma família de Cetartiodactyla fósseis, de dentição bunodonte, distribuídos pela Ásia e América do Norte no período Eoceno. Podem estar relacionados aos Raoellidae ou aos Anthracotheriidae.

## Classificação

### Subfamília"Achaenodontinae"
- Achaenodon Cope, 1873 (= Protelotherium)
  - Achaenodon uintensis - Eoceno Médio, Uintano, EUA
  - Achaenodon insolens Cope, 1873 - Eoceno Médio, Uintano, EUA
  - Achaenodon robustus Osborn, 1883 - Eoceno Médio, Uintano, EUA
  - Achaenodon fremdi Lucas et al., 2004 - Eoceno Superior, Duchesneano, Oregon, EUA
- Apriculus Gazin, 1956
  - Apriculus praeteritus Gazin, 1956 - Eoceno Médio, Uintano, EUA

### SubfamíliaHelohyinae
- Progenitohyus Ducrocq et al., 1997
  - Progenitohyus thailandicus Ducrocq et al., 1997 Eoceno Superior, Krabi, Tailândia.
- Pakkokuhyus Holroyd & Ciochon, 1995
  - Pakkokuhyus lahirii (Pilgrim, 1928) [=Anthracokeryx lahirii, Siamotherium pondaungense] - Eoceno Superior, Pondaung, Mianmar.
- Gobiohyus Matthew & Granger, 1925
  - Gobiohyus orientalis - Eoceno Médio, Irdinmanhano, Mongólia
  - Gobiohyus pressidens Matthew e Granger - Eoceno Médio, Irdinmanhano, Mongólia
  - Gobiohyus robustus - Eoceno Médio, Irdinmanhano, Mongólia
  - Gobiohyus reshetovi - Eoceno Médio, Irdinmanhano, Khaitchin Ula, Mongólia
  - Gobiohyus yuanchuensis Yang, 1937 - China
- Helohyus Marsh, 1872 (= Lophiohyus)
  - Helohyus lentus (Marsh, 1871) [=Parahyus aberrans]  - Eoceno Médio, Bridgeriano, EUA
  - Helohyus milleri Sinclair, 1914 [=Lophiohyus alticeps] - Eoceno Médio, Bridgeriano, EUA
  - Helohyus plicodon Marsh, 1872 [=Thinotherium validum] - Eoceno Médio, Bridgeriano, EUA.
- Parahyus Marsh, 1876
  - Parahyus vagus Marsh, 1876 -  Eoceno Médio, Uintano, EUA
- Discritochoerus Gazin, 18956
  - Discritochoerus lapointensis Gazin, 1956 - Eoceno Superior, Duchesneano, EUA.
- Simojovelhyus Ferrusquía-Villafranca, 2006
  - Simojovelhyus pocitosense Ferrusquía-Villafranca, 2006 - Oligoceno Superior, Chiapas, México